# Hypsugo
Hypsugo é um gênero de morcegos da família Vespertilionidae.

## Espécies
- Hypsugo alaschanicus (Bobrinskii, 1926)
- Hypsugo anchietae (Seabra, 1900)
- Hypsugo anthonyi (Tate, 1942)
- Hypsugo arabicus (Harrison, 1979)
- Hypsugo ariel (Thomas, 1904)
- Hypsugo cadornae (Thomas, 1916)
- Hypsugo crassulus (Thomas, 1904)
- Hypsugo eisentrauti (Hill, 1968)
- Hypsugo imbricatus (Horsfield, 1824)
- Hypsugo joffrei (Thomas, 1915)
- Hypsugo kitcheneri (Thomas, 1916)
- Hypsugo lophurus (Thomas, 1915)
- Hypsugo macrotis (Temminck, 1840)
- Hypsugo musciculus Thomas, 1913
- Hypsugo pulveratus (Peters, 1871)
- Hypsugo savii (Bonaparte, 1837)
- Hypsugo vordermanni (Jentink, 1890)